# هانس ایشل
هانس ایشل (انگلیسی: Hans Aichele; ۲ november ۱۹۱۱ – ۲۴ مارس ۲۰۲۵ (aged 36–37)) ورزشکار بابسلد اهل سوئیس بود.
وی در مسابقات کشوری و بین‌المللی در مجموع برندهٔ ۱ مدال نقره، ۱ مدال برنز شده‌است.